# Luigi Monza
Beato Luigi Monza (Cislago, 22 giugno 1898 – Lecco, 29 settembre 1954) è stato un presbitero italiano, oggi beato della Chiesa cattolica, che fondò l'Istituto Secolare delle Piccole Apostole della Carità.
Il 20 dicembre 2003 fu dichiarato venerabile come parte del suo processo di beatificazione, in seguito a un miracolo nel quale è stata riconosciuta la sua intercessione il 19 dicembre 2005. Il 30 aprile 2006 ha avuto luogo la cerimonia di beatificazione nel duomo di Milano, presieduta dal cardinale arcivescovo Dionigi Tettamanzi.

## Biografia
Luigi Monza nacque a Cislago, in provincia di Varese, il 22 giugno 1898 da una famiglia contadina, le cui uniche ricchezze erano costituite dal lavoro, dal coraggio e dalla fede. Entrò in seminario all'età di diciott'anni, dopo aver conosciuto la fatica del lavoro dei campi, le veglie notturne per proseguire gli studi e la lotta per la sopravvivenza quotidiana della povera gente. Nel 1916 ottiene un posto come prefetto presso il Collegio Villoresi San Giuseppe di Monza.
Il 19 settembre 1925 ricevette l'ordinazione presbiterale, divenendo così sacerdote dell'arcidiocesi di Milano. Come primo impegno pastorale fu destinato ad occuparsi dei giovani dell'oratorio maschile della parrocchia di Vedano Olona.
L'inizio del suo ministero sacerdotale fu contrassegnato da ogni sorta di prove, sino all'ingiustizia del carcere durante il regime fascista: accusato ingiustamente dai fascisti di aver organizzato un attentato al podestà locale, venne incarcerato insieme al parroco, per essere poi assolto e rilasciato quattro mesi dopo.
Nel 1929 fu trasferito al santuario della Madonna dei miracoli in Saronno, ove fu animatore di parecchie iniziative giovanili. Qui il suo sguardo, affinato nella prova e raggiunto da quello di Dio, imparò a guardare lontano, su un mondo segnato dalla solitudine, dalla tristezza e dall'egoismo, che urgeva riportare all'amore di Dio. La sua intuizione era innegabilmente grande, ma bisognava da parte del Signore l'indicazione della via da seguire.

Dinnanzi ad un mondo ormai “divenuto pagano”, come soleva dire, don Luigi Monza vide profeticamente nelle comunità dei primi cristiani, che vivevano come “un cuor solo e un'anima sola”, un ideale sociale in cui la carità era la prima ed irrinunciabile regola di convivenza umana, quindi il mezzo più idoneo per annunziare all'uomo contemporaneo il Vangelo di Cristo. I cristiani all'interno della società dovevano costituire presenze vive e testimoni di amore, ma dal di dentro nella vita di ogni giorno e nell'attività professionale di ognuno, come ricordava sempre don Monza: 
Nel 1936 fu inviato nella parrocchia di San Giovanni in Lecco, dove fu “sacerdote secondo il cuore di Dio” e parroco assai popolare. Si dimostrò sempre disponibile e vicino ai poveri, ai malati ed a chi come lui subiva ingiustamente persecuzioni ed angherie. Durante la seconda guerra mondiale si prodigò particolarmente per i suoi parrocchiani impegnati al fronte. Lungi dall'immischiarsi nella politica, nascose e mise in salvo parecchi partigiani, ma durante la liberazione si fece anche difensore dei fascisti militanti e collaborazionisti oggetto di violenza.

## Fondazione della congregazione
Nel 1937, ha fondato l'Istituto Secolare delle Piccole Apostole della Carità.
Dopo un iniziale periodo di ricerca su come poter concretizzare al meglio questo ideale, don Luigi e le sue Piccole Apostole diedero vita all'associazione “La Nostra Famiglia”. Tale associazione è finalizzata all'assistenza sanitaria, all'istruzione e formazione, in particolar modo delle persone diversamente abili, soprattutto bambini, i quali vengono educati con le migliori tecniche medico-scientifico-pedagogiche.
Ancora oggi le Piccole Apostole della Carità operano presso le strutture dell'associazione, la loro missione è focalizzata verso i giovani e le famiglie.
Ad oggi vi sono svariate strutture de “La Nostra Famiglia” presenti in Italia, Sudan, Brasile ed Ecuador e collaborano anche in Cina, Marocco e Palestina.

## Morte
Il beato Monza purtroppo non vide con i suoi occhi il reale sviluppo delle sue creazioni; venne colpito da infarto il 29 settembre 1954, silenziosamente si spense, come il chicco di grano che muore nella terra per dar vita ad una rigogliosa spiga, cosciente però di avere svolto il suo ruolo e di aver dato alla sua comunità le coordinate ben precise di partenza e di arrivo: una linea ascendente verso Dio. Con lui comunque non moriva solamente il fondatore di un istituto secolare o di un'opera caritativa, ma innanzitutto un parroco esemplare, che perfino il cardinale beato Alfredo Ildefonso Schuster eguagliò al “pastor bonus” evangelico. Lo zelo profuso nelle opere parrocchiali, la cura per la catechesi e la liturgia, la predicazione calda e concreta e la vicinanza alla povera gente del quartiere fecero di lui un modello di vita sacerdotale ed un prototipo del “prete ambrosiano”: come tale fu ammirato in vita ed onorato dopo la morte. A testimonianza di ciò sussistono il rimpianto della popolazione e la fama di santità che, anziché diminuire, si diffuse rapidamente e crebbe con il passare degli anni.

## Culto
Il 23 febbraio 1991 a Ponte Lambro, in provincia di Como, dove don Luigi Monza fu sepolto, alla presenza del cardinale Carlo Maria Martini si concluse la fase diocesana del suo processo di canonizzazione ed il 20 dicembre 2003 fu già dichiarato “venerabile” da papa Giovanni Paolo II. Il miracolo avvenuto per sua intercessione, riconosciuto il 19 dicembre 2005 con decreto di papa Benedetto XVI, ha portato alla sua beatificazione, avvenuta il 30 aprile 2006 nel duomo di Milano con cerimonia presieduta dal cardinale arcivescovo Dionigi Tettamanzi.
Il messaggio lanciato dal novello beato affascina ancora uomini e donne, chiamati a saper valorizzare la loro vita quotidiana, il “nascondimento” della vita di tutti i giorni, che deve essere riempita di carità e generosità. Il suo insegnamento ebbe indubbiamente un fulcro nella carità, modellata sull'esempio di quelle entusiasta dei cristiani dei primi secoli, che spinge a non ignorare i fratelli ma piuttosto a farsene carico, costruendo autentici rapporti interpersonali ed impegnandosi nell'azione missionaria ed evangelizzatrice.